# Chlorochaeta rectilineata
Chlorochaeta rectilineata är en fjärilsart som beskrevs av Sterneck 1927. Chlorochaeta rectilineata ingår i släktet Chlorochaeta och familjen mätare. Inga underarter finns listade i Catalogue of Life.